# Henrardia
Henrardia és un gènere de plantes de la família de les poàcies, ordre de les poals, subclasse de les commelínides, classe de les liliòpsides, divisió dels magnoliofitins.
Espècies:
- Henrardia hirtella Nikiforova
  - Henrardia persica subsp. persica
    - Henrardia persica var. persica
    - Henrardia pubescens var. glabra C.E. Hubb.

  - Henrardia pubescens subsp. pubescens